# Semeniv, Bilohirea
Semeniv (în ucraineană Семенів) este localitatea de reședință a comunei Semeniv din raionul Bilohirea, regiunea Hmelnîțkîi, Ucraina.

## Demografie
Componența lingvistică a localității Semeniv
     Ucraineană (99,7%)
     Alte limbi (0,3%)
Conform recensământului din 2001, majoritatea populației localității Semeniv era vorbitoare de ucraineană (99,7%), existând în minoritate și vorbitori de alte limbi.